# Incantesimo napoletano (film, 2002)
Pour les articles homonymes, voir Incantesimo napoletano.
Pour plus de détails, voir Fiche technique et Distribution.
Incantesimo napoletano est un film italien réalisé par Paolo Genovese et Luca Miniero, sorti en 2002.

## Fiche technique
- Titre original : Incantesimo napoletano
- Réalisation : Paolo Genovese et Luca Miniero
- Scénario : Paolo Genovese et Luca Miniero
- Photographie : Andrea Locatelli
- Montage : Paola Freddi
- Musique : Enzo Avitabile
- Scénographie : Valentina Scalia
- Costumes : Marzia Nardone
- Effets spéciaux : Franco Galiano
- Producteurs : Andrea Occhipinti, Gianluca Arcopinto et Amedeo Pagani
- Société de production : Il Verme Ghiottone, Axelotil
- Pays d'origine :  Italie
- Langue : Italien
- Format : Couleur, Noir et blanc — 16 mm
- Genre : Comédie
- Durée : 82 minutes (1 h 22)
- Dates de sortie :
  - Italie : 8 février 2002
  - Suisse : août 2002 (Festival international du film de Locarno)

## Distribution
- Gianni Ferreri : Gianni Aiello
- Marina Confalone : Patrizia Aiello
- Clelia Bernacchi : Assunta vieille
- Serena Improta : Assunta à vingt ans
- Chiara Papa : Assunta à dix ans
- Riccardo Zinna : Riccardo
- Lello Giulivo : Ciro
- Lucianna De Falco : Renata
- Salvatore Misticone : l'oncle de Torre Annunziata
- Ciro Ruoppo : Don Alfonso
- Gina Perna : l'enseignante
- Walter Cerra : le médecin
- Tonino Taiuti : Tonino
- Clotilde De Spirito : la tante de Torre Annunziata

## Récompenses et distinctions
- 2002 - David di Donatello
  - Meilleure actrice pour  Marina Confalone
- 2002 - Ruban d'argent
  - Nomination Meilleur producteur pour Andrea Occhipinti, Gianluca Arcopinto et Amedeo Pagani
- 2002 - Globe d'or
  - Meilleur premier long métrage pour Paolo Genovese et Luca Miniero.
  - Meilleure actrice - révélation pour Chiara Papa